# Grimkjell
Grimkjell (auch Grimkel) war von 1015 bis nach 1031 Bischof von Norwegen mit Sitz in Nidaros, dem heutigen Trondheim.
Der aus England stammende Grimkjell war Ratgeber König Olav II. Haraldsson und Neffe des Bischofs Sigvard, der unter König Olav Tryggvason Bischof in Norwegen gewesen war.

## Leben
Olav II. Haraldsson ließ im Jahre 1015 aus England Priester und Mönche (Grimkjell, Siegfried von Växjö, Rudolf und Bernhard) kommen und zog mit ihnen durch Norwegen, wobei er seine Untertanen zur Annahme des Evangeliums zwang. In Nidaros gründete König Olav ein Bistum und erhob den Mönch Grimkjell zum Bischof.
In der Kirchenversammlung von Moster im Jahr 1024 (Mostrathing) setzte Grimkjell zusammen mit König Olav Haraldsson die Christianisierung und Organisation der Kirche in Norwegen durch. Dort wurden auch die Grundzüge der künftigen norwegischen Kirchenverfassung geschaffen.
Bischof Grimkjell reiste wahrscheinlich vor 1025 nach Bremen, um sich und die norwegische Kirche Erzbischof Unwan zu unterstellen. 
1029 wirkte Grimkjell in Upland.
Im Jahre 1031 ließen Bischof Grimkjell und Einar Tambaskelfer den Leichnam Olav II. Haraldssons exhumieren und in einen Schrein in der Clemenskirche der Residenzstadt Nidaros beisetzen. Der Sage nach wurde bei dieser Gelegenheit festgestellt, dass Olavs Leichnam nicht verwest war und sich das seit der Beerdigung nachgewachsene Haar nicht verbrennen ließ. Daher wurde vom Thing beschlossen, Olav als wahren Heiligen anzusehen.
Bischof Grimkjell spielte unter König Magnus dem Guten (1035–1047) eine wichtige Rolle beim weiteren Aufbau und der Verselbständigung der norwegischen Kirche.